# Reichenows kanarie
De Reichenows kanarie (Crithagra reichenowi; synoniem: Serinus reichenowi) is een zangvogel uit de familie Fringillidae (vinkachtigen).

## Verspreiding en leefgebied
Deze soort komt voor van zuidoostelijk Soedan tot zuidelijk Ethiopië, Somalië, noordoostelijk Oeganda, Kenia en noordoostelijk Tanzania.